# Прва космичка брзина
Прва космичка брзина је брзина коју је потребно дати објекту, занемарујући отпор ваздуха, тако да објект може остати у кружној орбити с радијусом(полупречником) једнаким радијусу тела. Другим ријечима, то је најмања брзина при којој објект остаје у кружној орбити тангенцијалној на површину тела, у висини површине, а да се не судари са њим.
За прорачун прве космичке брзине можемо прећи у ротациони референтни систем, у ком је онда објекат стационаран. Пошто по првом Њунтновом закону на њега не делује никаква сила, центрифугална и центрипетална сила које дјелују на објекат у супротним смеровима морају бити истог интензитета.
{\displaystyle m{\frac {v_{1}^{2}}{R}}=G{\frac {Mm}{R^{2}}};}
{\displaystyle v_{1}={\sqrt {G{\frac {M}{R}}}};}
гдје је m — маса објекта, M — маса тела, G — гравитациона константа (6,67259·10−11 −1·−2), {\displaystyle v_{1}\,\!} — прва космичка брзина, R — радијус тела. 
На Земљи, M = 5,97·1024  , R = 6 378 000  ), налазимо
{\displaystyle v_{1}\approx \,\!} 7,9 
Прву космичку брзину је могуће одредити и из убрзања слободног пада:
{\displaystyle g={\frac {GM}{R^{2}}}}
па добијамо
{\displaystyle v_{1}={\sqrt {gR}}}